# Autoritatea pentru natură și parcuri din Israel

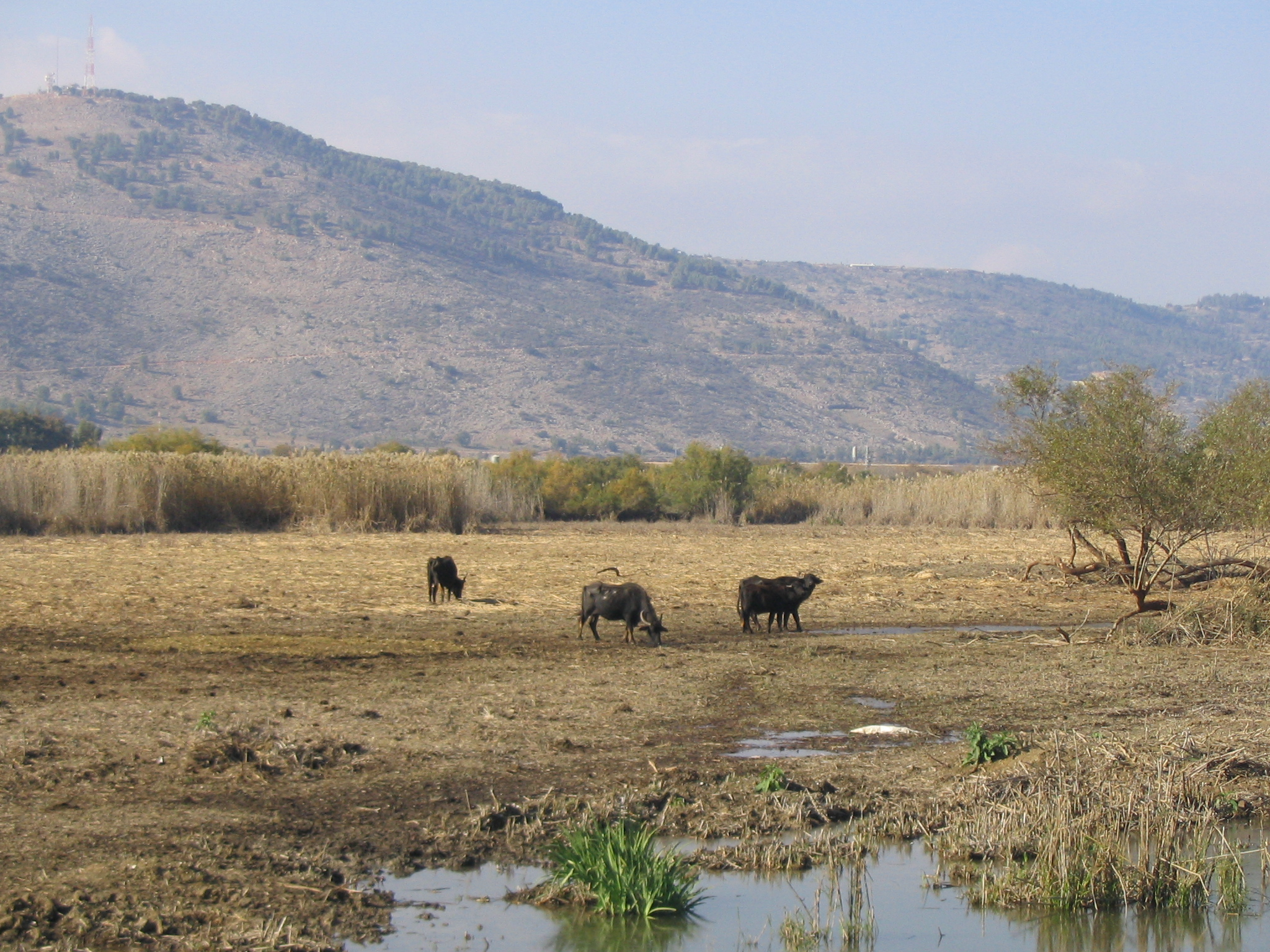
Rezervația naturală Valea Hula

Autoritatea pentru natură și parcuri din Israel (în ebraică רשות הטבע והגנים Reshut Hateva Vehaganim; în arabă سلطة الطبيعة والحدائق Sulta a-tabiyat wa al-khadaiq)  este o organizație guvernamentală israeliană care gestionează rezervații naturale și parcuri naționale în Israel, Înălțimile Golan și părți din Cisiordania. Organizația a fost fondată în aprilie 1998, fuzionând două organizații (Autoritatea Parcurilor Naționale și Autoritatea Rezervațiilor Naturale) care au gestionat separat rezervațiile naturale și parcurile naționale din 1964. Directorul Autorității este Shaul Goldstein.
Simbolul Autorității pentru natură și parcuri din Israel este ibexul, o capră de munte similară cu antilopa. Una dintre misiunile Autorității este punerea în aplicare a legilor israeliene de ocrotire a faunei sălbatice.

## Regiuni

Drapelul Autorității pentru natură și parcuri din Israel

Începând cu 2015, Autoritatea pentru natură și parcuri din Israel a fost supraveghetorul a 400 de rezervații naturale și 81 de parcuri naționale, acoperind peste 20 la sută din suprafața terestră a Israelului. Acoperirea Autorității a crescut destul de rapid. De exemplu, în 2007, Autoritatea a supravegheat doar 69 de parcuri naționale și 190 de rezervații naturale - o dublare a rezervelor în numai 8 ani.
Toate parcurile și rezervațiile naturale sunt împărțite în șase regiuni:
- Înălțimile Golan, Marea Galileii, și Galileea
- Galileea de Jos și văile ei
- Muntele Carmel, coasta și centrul Israelului
- Deșertul Iudeei și Marea Moartă
- Negev
- Eilat și Arava